# Política de Venezuela
Venezuela tiene un sistema de partido hegemónico, dominado por el Partido Socialista Unido de Venezuela (PSUV) junto con otros partidos. El PSUV se creó en 2007, uniendo a una serie de partidos más pequeños que apoyaban la Revolución Bolivariana de Hugo Chávez con el Movimiento Quinta República de Chávez. El PSUV y sus precursores han ocupado la presidencia y la Asamblea Nacional desde 1998. La coalición opositora de la Mesa de la Unidad Democrática (MUD), creada en 2008, reúne a gran parte de la oposición: Acción Democrática, Voluntad Popular, Un Nuevo Tiempo y Primero Justicia. Hugo Chávez, figura central del panorama político venezolano desde su elección a la presidencia en 1998 como outsider político, murió en el cargo a principios de 2013, y fue sucedido por Nicolás Maduro (inicialmente como presidente interino, antes de ganar por un estrecho margen las elecciones presidenciales venezolanas de 2013). Venezuela tiene un gobierno presidencial. The Economist Intelligence Unit calificó a Venezuela de "régimen autoritario" en 2020, con la puntuación más baja entre los países de América.

## Poderes Públicos
El Estado Venezolano se divide en 5 poderes, el poder Legislativo, Ejecutivo, Judicial, Ciudadano y Electoral; cada una de las ramas del Poder Público tiene sus funciones propias, pero los órganos a los que incumbe su ejercicio colaborarán entre sí en la realización de los fines del Estado. El Poder Público Nacional está conformado por los órganos y entes del Estado con competencia nacional que se enmarcan dentro de la Constitución de la República.
Las autoridades nacionales del Estado residen en Caracas, Distrito Capital, ya que según la Constitución Nacional, es el asiento de los órganos del Poder Público Nacional. La Administración Pública está al servicio de los ciudadanos y se fundamenta en los principios de honestidad, participación, celeridad, eficacia, eficiencia, transparencia, rendición de cuentas y responsabilidad, según lo exige el artículo 141 de la Constitución de la República.

Sedes de las principales instituciones que ejercen los distintos poderes del Estado
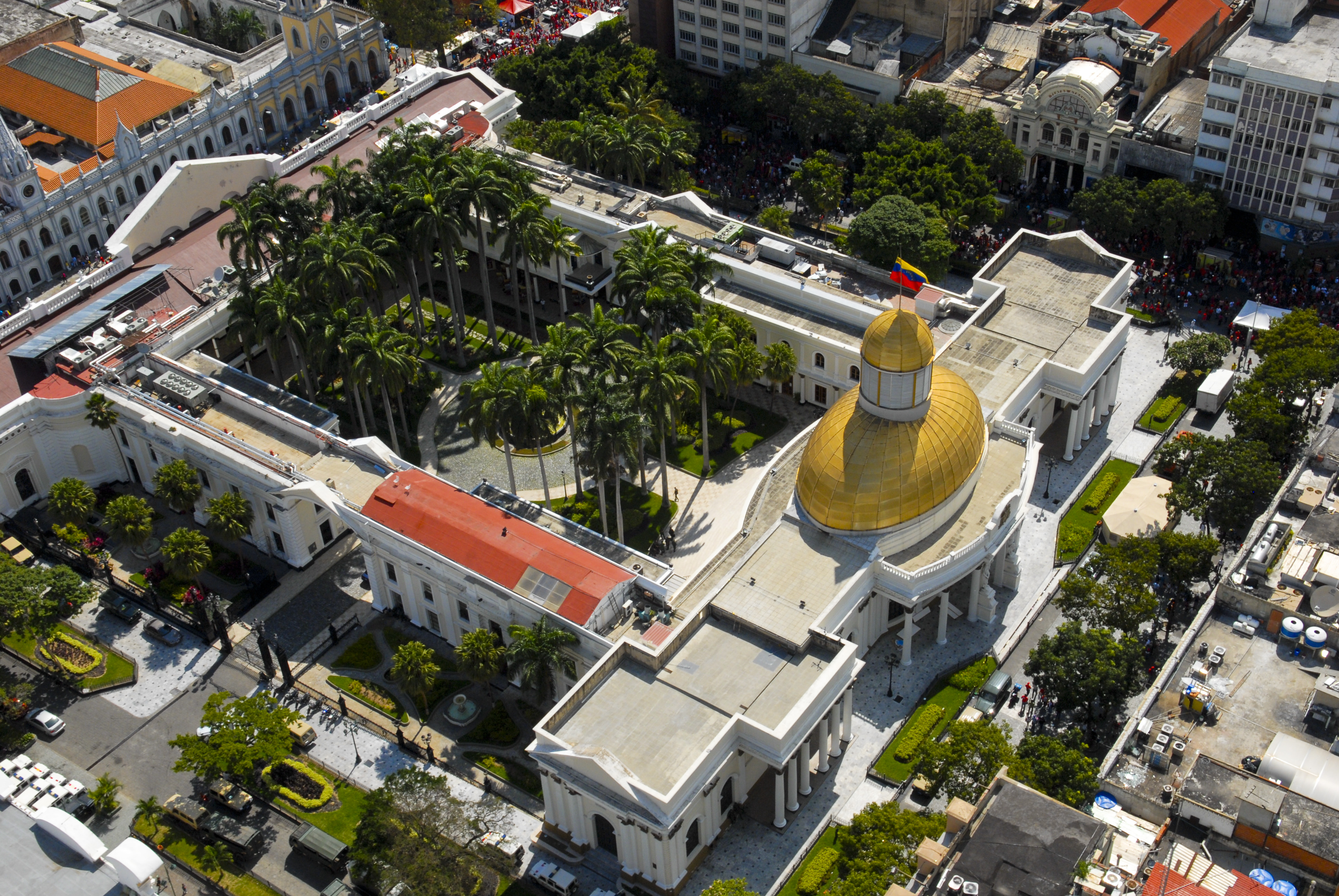
Palacio Federal Legislativo, sede del Parlamento desde 1873.[2] Sede del poder legislativo
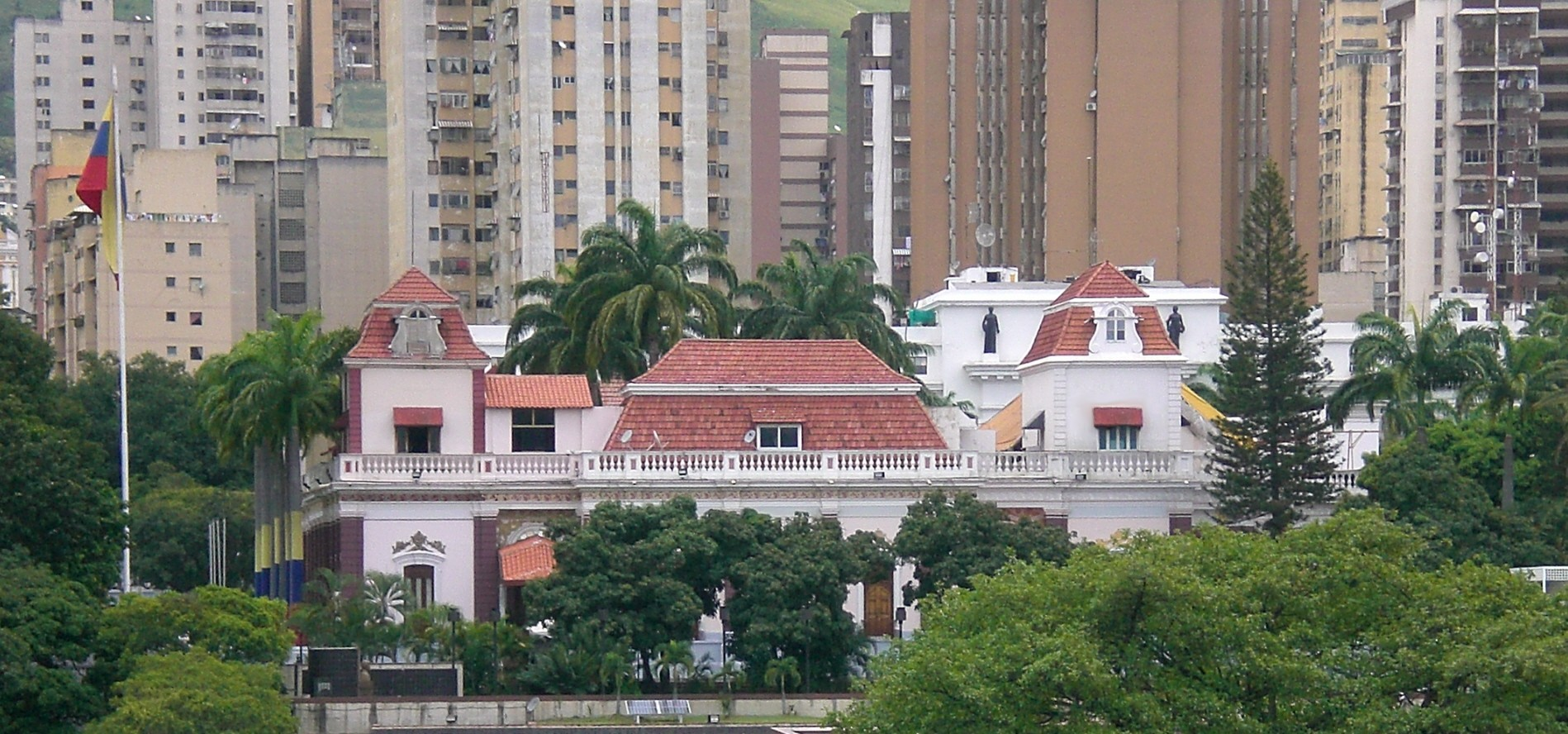
Palacio de Miraflores, sede del Ejecutivo Nacional desde 1900.[3] Sede del poder ejecutivo.
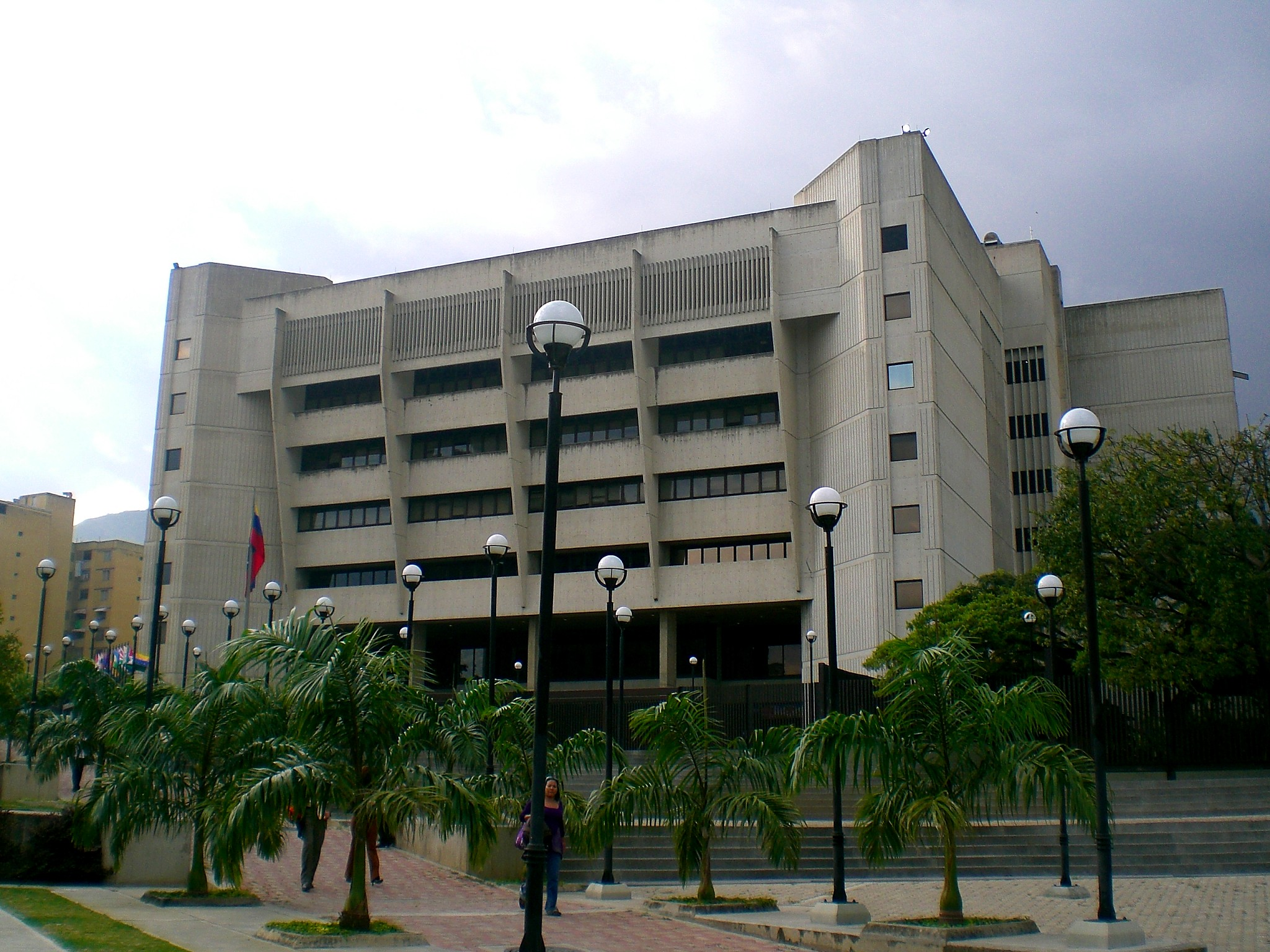
Palacio del Tribunal Supremo de Justicia, sede del máximo Tribunal desde 1987. Sede del poder judicial.
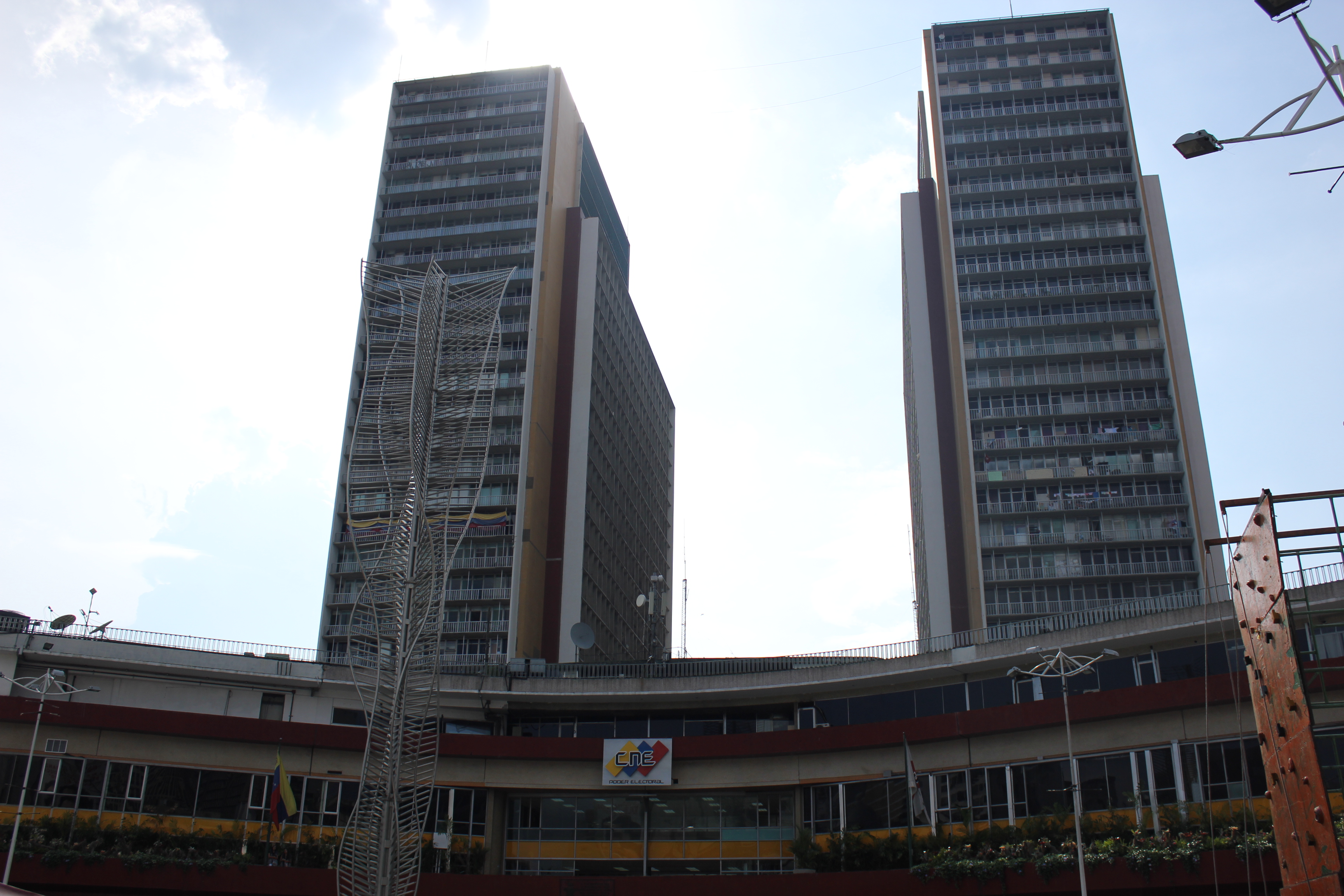
Sede principal del Consejo Nacional Electoral. Sede del poder electoral.

### Poder Ejecutivo
El gobierno nacional se ejerce por órgano del presidente de la República, del vicepresidente ejecutivo, de los Ministros y de los demás funcionarios que establece la Constitución de la República y la ley. El Presidente de la República es elegido por no sufragio directo, secreto y universal para un mandato de 6 años, teniendo la posibilidad de ser reelegido para nuevos períodos, de acuerdo a la Enmienda N.º1 de la Constitución Nacional. 
El presidente de la República es el jefe de Estado, jefe de Gobierno, comandante en jefe de la Fuerza Armada Nacional Bolivariana, y dirige las relaciones exteriores de la República. El vicepresidente Ejecutivo es colaborador directo e inmediato del presidente. Coordina las relaciones del ejecutivo nacional con la Asamblea Nacional, preside el Consejo Federal de Gobierno y suple las faltas temporales del presidente de la República. Los ministros son órganos directos del presidente, y reunidos con este y con el vicepresidente, integran el Consejo de Ministros. El procurador general de la República asiste, con derecho a voz, a las reuniones del Consejo de Ministros. Adicionalmente, el presidente puede convocar al Consejo de Estado, siendo un órgano superior de consulta del Gobierno y de la Administración Pública Nacional para recomendar políticas de interés nacional en asuntos de especial trascendencia.

### Poder Legislativo
Es ejercido por la Asamblea Nacional de Venezuela a nivel federal, por los Consejos Legislativos a nivel estatal y por los Consejos Municipales y Cabildos Distribuirles en las entidades locales.

### Poder Judicial
El órgano jurisdiccional superior en todos las órdenes es el Tribunal Supremo de Justicia y los demás tribunales que determine la ley. Estos, conjuntamente con el Ministerio Público, la Defensa Pública, los órganos de investigación penal, los auxiliares y funcionarios de justicia, el sistema penitenciario, los medios alternativos de justicia, los ciudadanos que participan en la administración de justicia conforme a la ley y los abogados autorizados para el ejercicio, integran el Sistema de Justicia.

### Poder Ciudadano
La máxima instancia del poder ciudadano se ejerce por órgano del Consejo Moral Republicano, conformado por el Ministerio Público, la Contraloría General de la República, y la Defensoría del Pueblo. Cualquiera de las máximas autoridades de los órganos que integran este Poder puede ser elegido presidente del Consejo Moral Republicano por períodos de un año, reelegibles. Entre sus funciones están prevenir, investigar y sancionar hechos que atenten contra la ética pública y la moral administrativa, velar por el buen uso del patrimonio público y preseleccionar a los candidatos a magistrados del Tribunal Supremo de Justicia. El Ministerio Público es el encargado de garantizar en los procesos judiciales el respeto a los derechos y garantías constitucionales. Está bajo la dirección y responsabilidad del fiscal general de la República, designado por la Asamblea Nacional para un período de siete años. La Contraloría General de la República es el órgano de control, vigilancia y fiscalización de los ingresos, gastos, bienes públicos y bienes nacionales, así como de las operaciones relativas a los mismos. Está bajo la dirección y responsabilidad del contralor general de la República, designado por la Asamblea Nacional para un período de siete años. La Defensoría del Pueblo tiene a su cargo la promoción, defensa y vigilancia de los derechos y garantías establecidos en la Constitución de la República y en los tratados internacionales sobre derechos humanos, además de los intereses legítimos, colectivos o difusos de los ciudadanos. Está bajo la dirección y responsabilidad del Defensor del Pueblo, quien es designado por un único período de siete años.

### Poder Electoral
El Poder Electoral se ejerce por órgano del Consejo Nacional Electoral, el cual tiene como órganos subordinados: la Junta Electoral Nacional, la Comisión de Registro Civil y Electoral y la Comisión de Participación Política y Financiamiento. Su objetivo es reglamentar y gestionar los procesos electorales así como la aplicación de la personalización del sufragio y la representación proporcional. El CNE mantiene, organiza, dirige y supervisa el Registro Civil y Electoral. La Constitución de Venezuela de 1999 incorpora la figura del referéndum revocatorio para todos los cargos de elección popular, los cuales pueden ser sometidos a nueva elección a la mitad del mandato, como una forma novedosa de permitir una decisión Política de la ciudadanía sobre los funcionarios electos. 
A nivel regional el Poder Electoral es ejercido por las juntas regionales y locales.
El sufragio en Venezuela es Universal, y se puede ejercer a partir de los 18 años.

## Líderes y partidos políticos
La organización que se puede llamar propiamente el primer partido político venezolano es el Partido Liberal, creado por Tomás Lander y Antonio Leocadio Guzmán en 1840. Surgido como una respuesta al gobernante Partido Conservador, ambos se disputarían el poder a lo largo del siglo XIX. A partir de estos surgirían partidos derivados, disueltos luego por la dictadura gomecista. En la posterior etapa democrática han surgido algunos de los partidos más importantes en la escena nacional, como Unión Republicana Democrática (URD, f. 1945), el Movimiento Electoral del Pueblo (MEP, f. 1967), La Causa R (f. 1971), ente otros.
En la actual vida política del país, los que cobran especial relevancia son el Partido Socialista Unido de Venezuela (PSUV), que es el partido de gobierno; Acción Democrática (AD), también de tendencia socialdemócrata, fundado en 1941 por los expresidentes Rómulo Gallegos y Rómulo Betancourt, uno de los dos partidos tradicionales antes de la llegada del chavismo; Primero Justicia (PJ), nacional desde 2003 de tedencia humanista liderado por el dos veces excandidato presidencial Henrique Capriles Radonski; Voluntad Popular (VP) por iniciativa de Leopoldo López en 2009 de tendencia socialdemócrata y cuyo militante Juan Guaidó es el líder de la oposición en la actualidad, presidente de la Asamblea Nacional y parcialmente reconocido por gobiernos extranjeros como el presidente encargado de la República tras haberse juramentado el 23 de enero de 2019; Un Nuevo Tiempo (UNT) de ideología socialdemócrata conformado como partido nacional en 2007 por el excandidato presidencial y exgobernador del estado Zulia Manuel Rosales; estos cuatro partidos opositores de centro izquierda representan el denominado "G-4" por la cantidad de simpatizantes y maquinaria política que tienen, juntos representan a la coalición Mesa de la Unidad Democrática (MUD) que en la actualidad ha pasado al Frente Amplio Venezuela Libre (FAVL); el resto de partidos de relevancia son el partido La Causa Radical, un partido de centro izquierda de corte sindicalista fundado por el fallecido guerrillero comunista Alfredo Maneiro y cuyo líder es el excandidato presidencial Andrés Velásquez, dicho partido está en concordancia con el FAVL; el partido Vente Venezuela (VV) de tendencia liberal fundado en 2012 por su líder y exdiputada María Corina Machado que representa el ala radical de la oposición ubicándose en la derecha política del espectro político, integrando la coalición centrista Soy Venezuela; otros partidos son el Comité de Organización Política Electoral Independiente (COPEI), de corte socialcristiano, el segundo de los dos antiguos partidos tradicionales, fundado en 1946 por el expresidente Rafael Caldera;  el partido político EL CAMBIO fundado en 2018 por el pastor cristiano y excandidato presidencial Javier Bertucci; el partido Avanzada Progresista (AP) fundado en 2012 por el excandidato presidencial Henri Falcón; la formación política Cambiemos Movimiento Ciudadano (CAMBIEMOS) de tendencia progresista fundada en 2018 por el dirigente socialdemócrata Timoteo Zambrano, estos dos últimos partidos con el apoyo intermitente de COPEI conforman la otrora coalición opositora Concertación por el Cambio (CPC).
Algunos partidos de importancia a nivel regional son Proyecto Carabobo (fundado en 1997 con Proyecto Venezuela), el neoespartano Movimiento Regional de Avanzada (MRA, f. 2002), y el Movimiento Unido de Afrodescendientes Indígenas (f. 1997), entre otros.
Una particularidad del sistema partidista venezolano es la dispersión de las agrupaciones políticas que pasan desde la derecha hasta la izquierda, las escisiones son el modelo predominante, los casos más significativos han sido los que se presentan en el siguiente cuadro.
| Partido político                                        | Escisión                                          | Año       |
| ------------------------------------------------------- | ------------------------------------------------- | --------- |
| Acción Democrática                                      | MIR                                               | 1960      |
| Acción Democrática                                      | AD-Oposición (PRIN)                               | 1962      |
| Acción Democrática                                      | Movimiento Electoral del Pueblo                   | 1967      |
| Acción Democrática                                      | MIN                                               | 1972      |
| Acción Democrática                                      | Apertura                                          | 1997      |
| Acción Democrática                                      | Alianza Bravo Pueblo                              | 2000      |
| Acción Democrática                                      | Encuentro Nacional                                | 2000      |
| Acción Democrática                                      | Un Nuevo Tiempo                                   | 2000      |
| Acción Democrática                                      | Polo Democrático (Un Nuevo Tiempo)                | 2005      |
| Acción Democrática                                      | Voluntad Popular                                  | 2010      |
| Comité de Organización Política Electoral Independiente | Convergencia                                      | 1993      |
| Comité de Organización Política Electoral Independiente | Proyecto Venezuela                                | 1998      |
| Comité de Organización Política Electoral Independiente | Alianza Popular                                   | 2005      |
| Comité de Organización Política Electoral Independiente | Primero Justicia                                  | 2000      |
| Partido Comunista de Venezuela                          | Partido de la Revolución Venezolana               | 1966      |
| Partido Comunista de Venezuela                          | Movimiento al Socialismo                          | 1971      |
| Partido Comunista de Venezuela                          | La Causa Radical                                  | 1971      |
| Partido Comunista de Venezuela                          | Vanguardia Unitaria Comunista (Nueva Alternativa) | 1978      |
| Unión Republicana Democrática                           | Integración Republicana                           | 1958      |
| Unión Republicana Democrática                           | Vanguardia Popular Nacionalista                   | 1964      |
| Unión Republicana Democrática                           | Movimiento Democrático Independiente              | 1966      |
| Unión Republicana Democrática                           | UPI                                               | 197?      |
| Unión Republicana Democrática                           | Movimiento Republicano Nacional                   | 1978      |
| La Causa Radical                                        | Patria Para Todos                                 | 1997      |
| Movimiento al Socialismo                                | Izquierda Democrática                             | 1999      |
| Movimiento al Socialismo                                | Podemos                                           | 2002      |
| Movimiento al Socialismo                                | Izquierda Unida                                   | 2003      |
| Alianza Bravo Pueblo                                    | Grupo Socialdemócrata (Polo Democrático)          | 2001      |
| Podemos                                                 | Vamos (Polo Democrático)                          | 2003      |
| Podemos                                                 | Avanzada Progresista                              | 2012      |
| Movimiento V República                                  | Solidaridad                                       | 2001      |
| Movimiento V República                                  | Unidad Popular Venezolana                         | 2005      |
| Primero Justicia                                        | Justicia Popular (Un Nuevo Tiempo)                | 2007      |
| Bandera Roja                                            | Vanguardia Popular                                | 2007      |
| Partido Socialista Unido de Venezuela                   | Nuevo Camino Revolucionario                       | 2008      |
| Partido Socialista Unido de Venezuela                   | Movimiento Ecológico de Venezuela                 | 2008      |
| Partido Socialista Unido de Venezuela                   | Monagas Patriota                                  | 2012      |
| Partido Socialista Unido de Venezuela                   | Unidad Política Popular 89                        | 2015      |
| Partido Socialista Unido de Venezuela                   | Marea Socialista                                  |           |
| Patria Para Todos                                       | Avanzada Progresista                              | 2012      |
| Patria Para Todos                                       | Movimiento Progresista de Venezuela               | 2012      |
| Movimiento de Izquierda Revolucionaria                  | Bandera Roja                                      | 1970      |
| Movimiento de Izquierda Revolucionaria                  | Fuerza Democrática Popular                        | 1965      |
| Movimiento de Izquierda Revolucionaria                  | Nueva Alternativa                                 | -         |
| Movimiento de Izquierda Revolucionaria                  | Partido Socialista de los Trabajadores            | Años 1980 |
| Primero Justicia                                        | Primero Venezuela                                 | 2020      |

## Relaciones exteriores

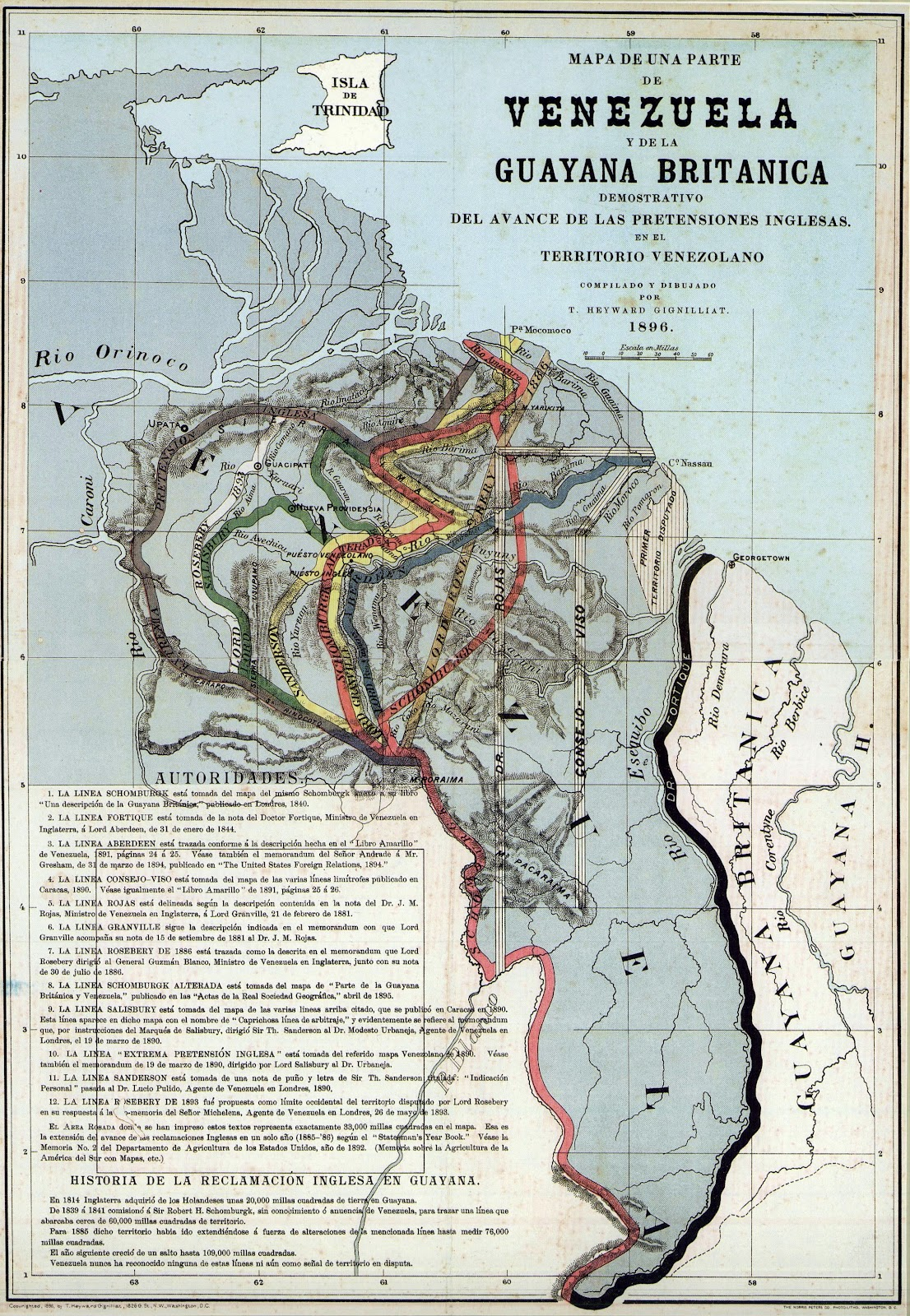
Mapa de 1896 que muestra las máximas aspiraciones británicas sobre la Guayana Esequiba.

La política exterior venezolana ha variado de acuerdo a la naturaleza de su gobierno. Dado que en sus primeros años como nación independiente el país padeció un largo período de turbulencia interna, no pudo delinear una política internacional concreta, pero se enfocaba en la demarcación de límites. A principios del siglo XX, se tuvieron relaciones difíciles con las potencias europeas y con los Estados Unidos por la deuda extranjera, y se mantuvo neutral durante la Segunda Guerra Mundial hasta que tomó partido por los Aliados. En los años 1950, Venezuela mantenía lazos estrechos con dictaduras existentes para la época en Iberoamérica, y con Estados Unidos. El restablecimiento del sistema democrático de gobierno en 1958 genera cambios significativos en la política exterior de Venezuela, estando enmarcada dentro de la Constitución de 1961 y concretándose en tres lineamientos básicos: democracia, petróleo y presencia internacional activa. Bajo la Doctrina Betancourt, solo reconocía a los gobiernos democráticos. En los años 1980 integró junto con otros países el Grupo Contadora, para buscar la paz en la Crisis centroamericana.
Según el artículo 153 de la Constitución, Venezuela se propone a favorecer la integración latinoamericana y caribeña, privilegiando relaciones con Iberoamérica. En los últimos tiempos, el Gobierno venezolano se ha acercado a gobiernos de clara línea izquierdista y antiimperialista, a la vez que se han suscitado percances y distanciamientos en las relaciones diplomáticas con Colombia, México y Estados Unidos, aunque sin afectar significativamente las relaciones comerciales que prevalecen. Venezuela ha ocupado un sitial en el Consejo de Seguridad de la ONU en cuatro ocasiones, en los períodos de 1962 a 1963, de 1977 a 1978, de 1986 a 1987, y de 1992 a 1993. En 2006 se postuló una vez más sin resultar electa.
Venezuela posee un largo historial de reivindicaciones territoriales con Guyana y con Colombia. Los límites orientales del país con Guyana, trazados por el Laudo de París de 1899 (declarado nulo e írrito por Venezuela), van desde el monte Roraima hasta Punta Playa en el océano Atlántico. Sin embargo, Venezuela reclama el territorio denominado como Guayana Esequiba, que abarcaría desde la frontera entre ambos países hasta el río Esequibo, lo que hoy son las regiones 1 (Barima-Waini), 2 (Cuyuni-Mazaruni), 7 (Pomeroon-Supenaam), 8 (Potaro-Siparuni), 10 (Alto Takutu-Alto Essequibo) y la zona occidental de la 5 (Islas Essequibo-Demerara Occidental), apoyándose en el Acuerdo de Ginebra de 1966, suscrito con el Reino Unido.En 2024 cuando Nicolás Maduro se eligiera por tercera vez consecutiva y varias naciones de América Latina no estuvieron a favor de los resultados tras un presunto fraude, este rompe relaciones exteriores con Panamá, Costa Rica, Argentina, Paraguay, República Dominicana, Uruguay y Perú afectando las relaciones con estos países.
Asimismo, mantiene un diferendo con Colombia sobre la soberanía del golfo de Venezuela. La disputa, que se remonta al momento de disolución de la Gran Colombia, se cree que tiene como móvil la presencia de hidrocarburos en el golfo, y que a su vez motivó el estallido de la Crisis de la Corbeta Caldas en 1987. La problemática fue abordada nuevamente en 2007, cuando se acordó continuar las negociaciones entre ambas partes.
Venezuela ha hecho aportes con personal militar, policial u observador para las misiones de paz de las Naciones Unidas operativas en América Central (ONUCA), Irak y Kuwait (UNIKOM), El Salvador (ONUSAL), el Sahara Occidental (MINURSO), India y Pakistán (UNIPOM), Croacia-Bosnia y Herzegovina (UNPROFOR), y Guatemala (MINUGUA).
Venezuela pertenece a ABINIA, ACNUR, AEC, ALADI, ALBA, ASALE, BDC, BID, BIRD, CAF, CARICOM, CCI, CD, CELAC, CEPAL, CIN, CFI, CLAD, CNUCYD, COI, CPA, CPI, Cruz Roja, CSI, FAO, FIDA, FIFA, FLAR, FMI, FSM, G-15, G-24, G-77, Grupo de Río, IFRC, Intelsat, Interpol, ISO, JID, Mercosur, MPNA, OACI, OEA, OEI, OHI, OIEA, OIM, OISS, OIT, OITMS, OLADE, OMA, OMC, OMGI, OMI, OMM, OMT, OMS, OMPI, ONU, ONUDI, OPANAL, OPAQ, OPEP, OTCA, OTI, Petrocaribe, SELA, Unasur, Unesco, UIP, UIT, Unión Latina y UPU.